# Jorge Pulido
Jorge Pulido Mayoral (Talavera de la Reina, 8 aprile 1991) è un calciatore spagnolo, difensore dell'Huesca.

## Carriera

### Club
Ha esordito nel 2011 con l'Atlético Madrid. È stato ceduto in prestito al Rayo Vallecano il 27 gennaio del 2012 fino alla fine della stagione, per poi far ritorno ai colchoneros in vista della Liga 2011-2012.

### Nazionale
Ha giocato nelle nazionali giovanili spagnole Under-17 ed Under-19.
Nel 2011 viene convocato nell'Under-20 per prendere parte al campionato mondiale di calcio Under-20.

## Palmarès

### Club

#### Competizioni nazionali
- Coppa di Spagna: 1

Atlético Madrid: 2012-2013
- Segunda División: 1

Huesca: 2019-2020